# Fabien Debecq
 (avril 2021).
La mise en forme du texte ne suit pas les recommandations de Wikipédia : il faut le « wikifier ».
Les points d'amélioration suivants sont les cas les plus fréquents. Le détail des points à revoir est peut-être précisé sur la page de discussion.
- Les titres sont pré-formatés par le logiciel. Ils ne sont ni en capitales, ni en gras.
- Le texte ne doit pas être écrit en capitales (les noms de famille non plus), ni en gras, ni en italique, ni en « petit »…
- Le gras n'est utilisé que pour surligner le titre de l'article dans l'introduction, une seule fois.
- L'italique est rarement utilisé : mots en langue étrangère, titres d'œuvres, noms de bateaux, etc.
- Les citations ne sont pas en italique mais en corps de texte normal. Elles sont entourées par des guillemets français : « et ».
- Les listes à puces sont à éviter, des paragraphes rédigés étant largement préférés. Les tableaux sont à réserver à la présentation de données structurées (résultats, etc.).
- Les appels de note de bas de page (petits chiffres en exposant, introduits par l'outil «  Source ») sont à placer entre la fin de phrase et le point final[comme ça].
- Les liens internes (vers d'autres articles de Wikipédia) sont à choisir avec parcimonie. Créez des liens vers des articles approfondissant le sujet. Les termes génériques sans rapport avec le sujet sont à éviter, ainsi que les répétitions de liens vers un même terme.
- Les liens externes sont à placer uniquement dans une section « Liens externes », à la fin de l'article. Ces liens sont à choisir avec parcimonie suivant les règles définies. Si un lien sert de source à l'article, son insertion dans le texte est à faire par les notes de bas de page.
- La présentation des références doit suivre les conventions bibliographiques. Il est recommandé d'utiliser les modèles {{Ouvrage}}, {{Chapitre}}, {{Article}}, {{Lien web}} et/ou {{Bibliographie}}. Le mode d'édition visuel peut mettre en forme automatiquement les références.
- Insérer une infobox (cadre d'informations à droite) n'est pas obligatoire pour parachever la mise en page.

Pour une aide détaillée, merci de consulter Aide:Wikification.
Si vous pensez que ces points ont été résolus, vous pouvez retirer ce bandeau et améliorer la mise en forme d'un autre article.
Fabien Debecq est un homme d’affaires belge né à Charleroi (Belgique). Il est le fondateur de QNT (Quality Nutrition Technology), société spécialisée dans la nutrition sportive, dans les produits bien-être et contrôle du poids, disponibles à travers le monde. Depuis septembre 2012, il est le président et investisseur du Royal Charleroi Sporting Club.

## Biographie

### Les débuts dans le milieu du sport
Fabien Debecq a grandi à Charleroi dans un milieu ouvrier et a joué pendant son enfance pour la jeunesse de l'Olympic Charleroi, un club de football professionnel évoluant à l’époque en 1ère division. À l’âge de 16 ans, il commence la musculation avec des amis, puis devient professionnel après son titre de champion d’Europe. Ceci lui permet de découvrir le monde des affaires en devenant ambassadeur pour une firme américaine.

### La création de la multinationale QNT
En 1990, il s’associe avec la société américaine de nutrition sportive “Nature’s Best” et dirige en tant que PDG le marché européen. Vingt ans plus tard, alors que la société américaine est vendue à un groupe d’investisseurs, Fabien Debecq crée QNT (Quality Nutrition Technology), une société de fabrication et distribution de compléments alimentaires pour sportifs et spécialiste des produits bien-être et contrôle du poids, vendus dans plus de 60 pays à travers le monde, avec notamment des bureaux en Belgique, Royaume-Uni, Russie, Brésil, Inde et États-Unis.

### Des responsabilités dans le monde du fitness/culturisme international
En 2002, Fabien Debecq devient le propriétaire et président de la World Amateur Body Building Association (WABBA), une fédération internationale qui compte plus de 20 années d’existence avec une cinquantaine de pays actifs, qu’il revendra en 2011 afin de se concentrer pleinement au développement de QNT et d’autres projets. Il sera amené à organiser à travers le monde des compétitions internationales avec l’aide des autorités locales.

### L’arrivée au Sporting de Charleroi
En 2012, Fabien Debecq devient le président et investisseur associé du club de football professionnel Royal Charleroi Sporting Club, aux côtés de son ami Mehdi Bayat.
En 5 ans, le Sporting de Charleroi est passé d’un club qui luttait pour son maintien en D1 ou au milieu du classement, à une formation qui évolue dans le haut du tableau, en compétition chaque année pour les premières places au classement, synonyme de participation aux play-offs 1. La construction d’un nouveau stade à Charleroi est prévue pour 2024 avec un investissement en fonds propres.